# Lea Müller
Lea Müller, född den 7 maj 1982, är en schweizisk orienterare som blev världsmästarinna i stafett 2005 och tog EM-silver i stafett 2006.